# Selenomonas dianae
Selenomonas dianae è una specie di batterio appartenente alla famiglia delle Acidaminococcaceae.